# Paracinema tricolor
Paracinema tricolor är en insektsart som först beskrevs av Carl Peter Thunberg 1815.  Paracinema tricolor ingår i släktet Paracinema och familjen gräshoppor.

## Underarter
Arten delas in i följande underarter:
- P. t. tricolor
- P. t. arabica
- P. t. bisignata

## Bildgalleri

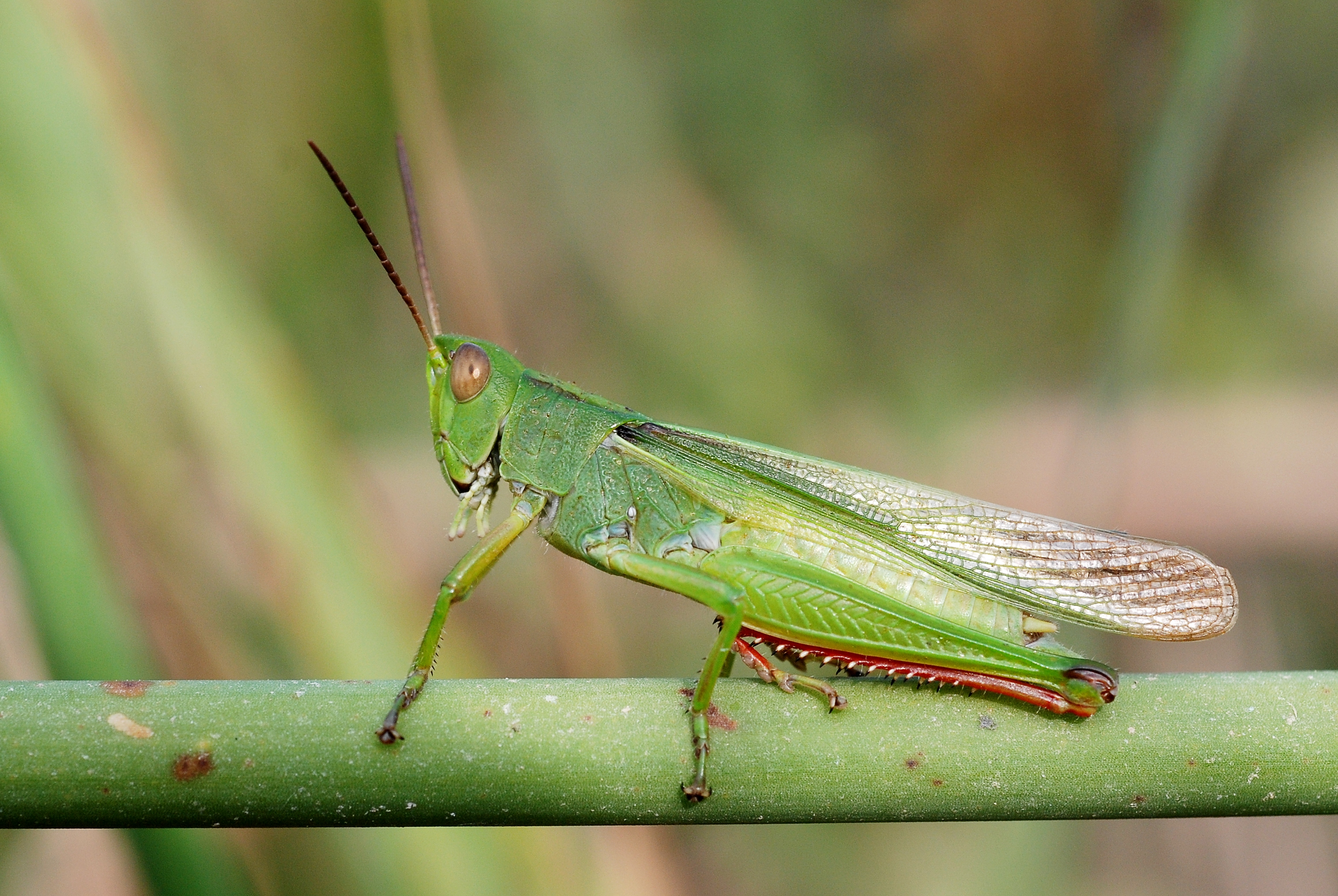
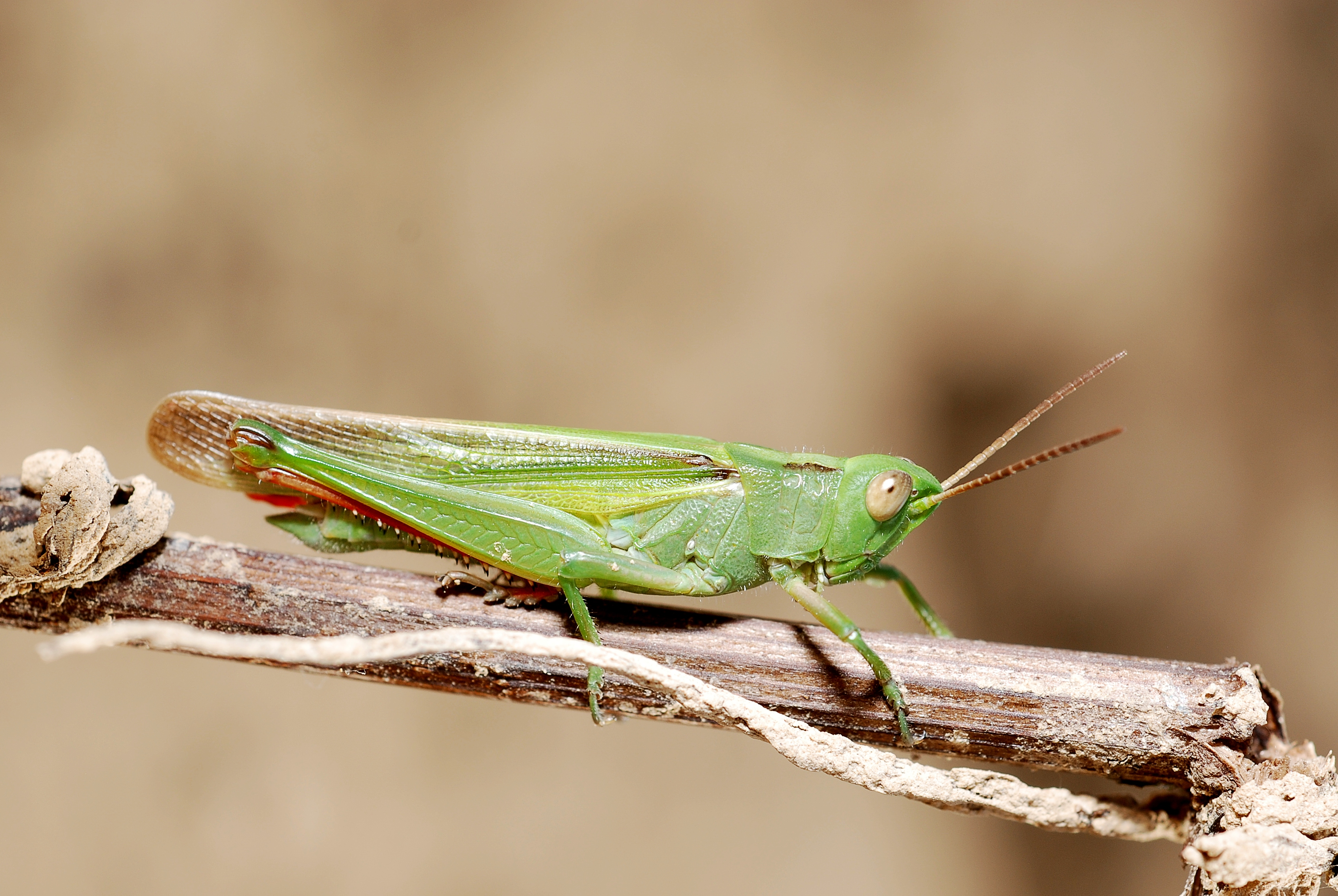
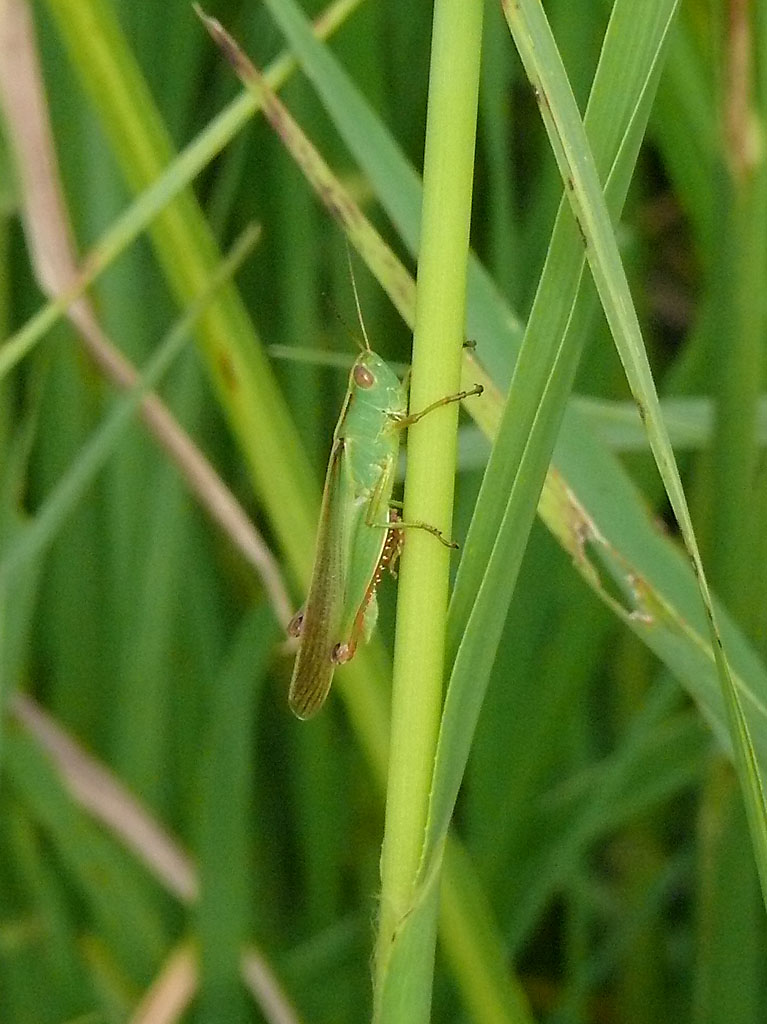
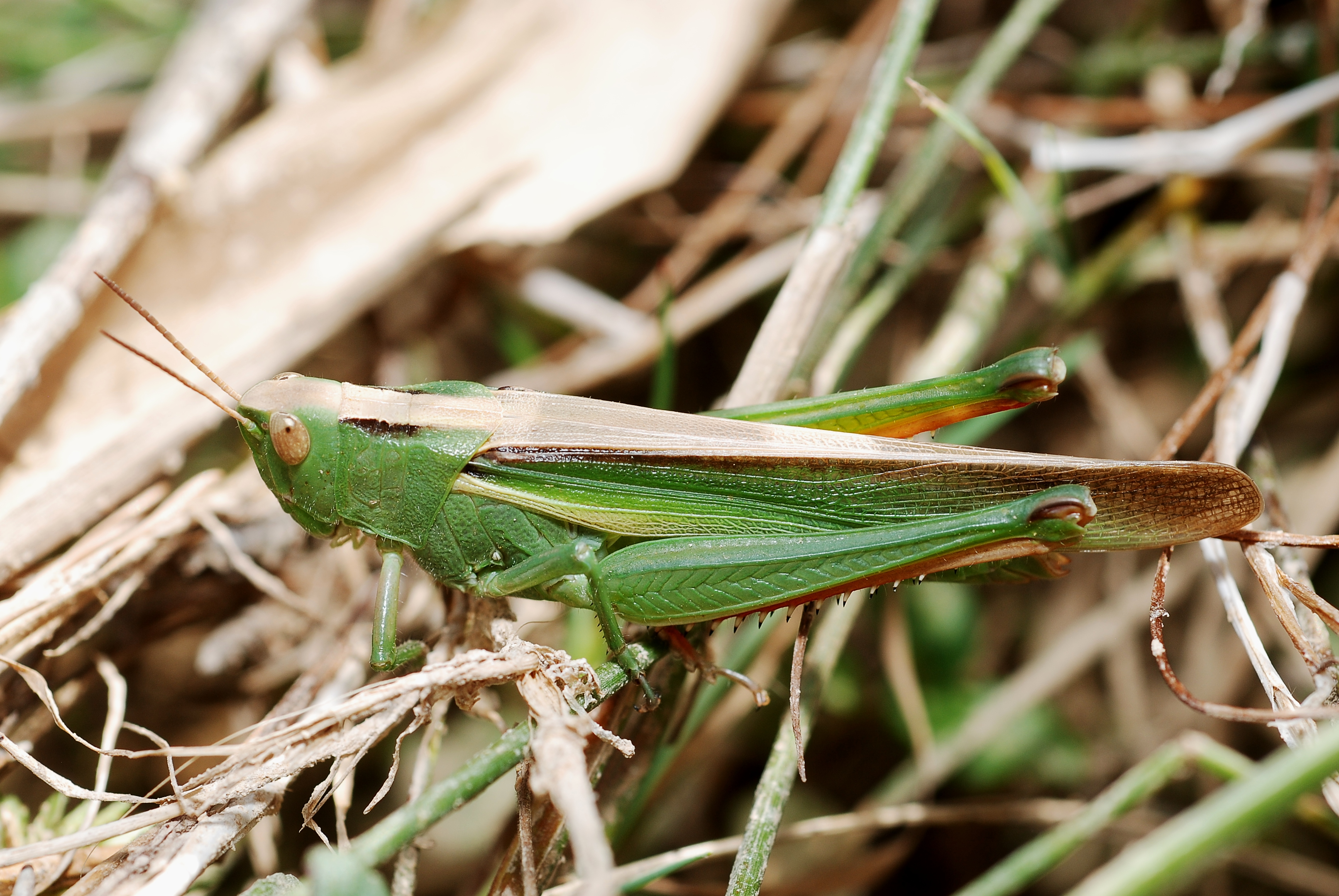